# 利息資本化
利息資本化 是會計學中的會計準則之一。 在會計上，一家組織(例如公司)的開支，可以視為「資本投資性開支」，又或者是「日常性開銷」。 
例如地產發展項目的利息支出，在共通公認的會計準則上有一套指引，就是要依據「收入與費用相配合」的原則。 所以，該項目的所有利息支出，在該項目未獲得入伙紙之前，應該視為該項目的資本性成本入賬，此謂「利息資本化」。

## 相關
- 會計準則
- 國際財務報告準則
- 中國會計準則

- 台灣 財務會計準則公報 第三號